# Бегичев, Дмитрий Никитич
Дми́трий Ники́тич Бе́гичев (17 (28) сентября 1786 — 12 (24) ноября 1855) — русский литератор и чиновник, тайный советник и сенатор. В 1830—1836 гг. — воронежский губернатор. Брат С. Н. Бегичева и Е. Н. Яблочковой.

## Биография
Происходил из тульской ветви старинного дворянского рода Бегичевых: сын Никиты Степановича Бегичева и его супруги Александры Ивановны Кологривовой. В семье было несколько детей: кроме брата Степана, известны его сёстры: Елизавета — бабушка П. Н. Яблочкова и Варвара — монахиня Смарагда. Сестра Елизавета писала стихи, комедии; её роман «Шигоны» был положительно оценён Белинским.
Воспитывался в московском благородном пансионе; затем учился в Пажеском корпусе. Был выпущен 10 августа 1802 года из камер-пажей в корнеты Александрийского гусарского полка, но уже 21 августа оставил военную службу, зачислившись актуариусом в Коллегию иностранных дел. Через год, 18 ноября 1803 года, был уволен от службы с чином переводчика; 2 февраля 1804 года вновь вступил в военную службу, в том же чине корнета, в Чугуевский казачий регулярный полк — инспекторским адъютантом генерал-лейтенанта А. С. Кологривова.
Участвовал в чине поручика в Австрийском походе и сражении под Аустерлицем. Был переведён 1 марта 1806 года в лейб-гвардии Гусарский полк; 15 января 1807 года произведён в штабс-ротмистры; 20 мая 1808 года награждён орденом Св. Владимира 4-й степени с бантом. Принимал участие в русско-прусско-французской войне — в сражениях под Гуттштадтом, под Гейльсбергом и под Фридландом. В 1808 году, 15 ноября, вышел в отставку в чине штаб-ротмистра; 8 декабря этого же года ему был пожалован прусский орден «За заслуги».
В январе 1813 году вступил в армию: в тот же лейб-гвардии Гусарский полк и вновь к генералу от кавалерии А. С. Кологривову — адъютантом, вместе с братом С. Н. Бегичевым и А. С. Грибоедовым; 21 сентября того же года был произведён в ротмистры. В августе 1817 года был переведён в Иркутский гусарский полк — полковником. Окончил военную службу дежурным штаб-офицером 2-го Пехотного корпуса — с 12 февраля по 6 ноября 1819 года.
Десять лет после военной службы жил в Москве и в подмосковном селе Якшино. В 1830 году был назначен воронежским губернатором; 9 марта 1832 года был произведён в действительные статские советники. Шесть лет губернаторства стали самым плодотворным периодом в его литературной деятельности. В это время он оказывал поддержку поэту А. В. Кольцову.
13 июля 1836 года он был назначен обер-прокурором 3-го отделения 5-го департамента Правительствующего сената, а 29 октября того же года он был перемещён на ту же должность в 1-е отделение. 15 мая 1837 года он был назначен членом Временного совета для управлении Департаментом государственных имуществ, а 2 июня на него было возложено ещё управление Департаментом на правах директора по губерниям великороссийским, малороссийским, новороссийским, Грузии, Бессарабии и об имениях, поступивших в разных губерниях из удельного ведомства.
Произведённый тайным советником, он с 30 декабря 1840 года стал присутствующим в Сенате. В 1842 году производил ревизию Орловской и Калужской губерний и, в частности, осуществлял негласное расследование о действиях орловского губернатора Н. М. Васильчикова. 4 ноября 1843 года ему был пожалован орден Белого орла, а 24 декабря того же года он был перемещён в 8-й департамент Сената.
Умер 12 (24) ноября 1855 года. Могила в Новодевичьем монастыре уничтожена в 1930-е годы (по некоторым изустным свидетельствам ветеранов музея архитектуры, его надгробие с сильно испорченными надписями перевезено в некрополь Донского монастыря).

## Награды
- Орден Святого Владимира 4-й степени с бантом (1808)[4]
- Орден Святой Анны 1-й степени (1833)[4]
- Знак отличия за XV лет беспорочной службы (1835)[4]
- Орден Белого орла (1843)[4]
- Орден «Pour le Mérite» (1808, королевство Пруссия)

## Литературная деятельность
При содействии Н. А. Полевого Д. Н. Бегичев опубликовал анонимно первый свой роман «Семейство Холмских» в 1832 году («Семейство Холмских. Некоторые черты нравов и образа жизни, семейной и одинокой, русских дворян» — Ч. 1—6. — М., 1832; 2-е изд. — М., 1838; 3-е — 1841): Часть1, Часть2, Часть3, Часть4, Часть5, Часть6; М., 1841. — Часть 5-6.
Часть произведений Бегичева были подписаны псевдонимом: Автор «Семейства Холмских». Он издал также «Провинциальные сцены» (СПб, 1840), сборник «Быт русского дворянина в разных эпохах и обстоятельствах жизни» (М., 1851) и другие прозаические бытописательные произведения.

## Семья

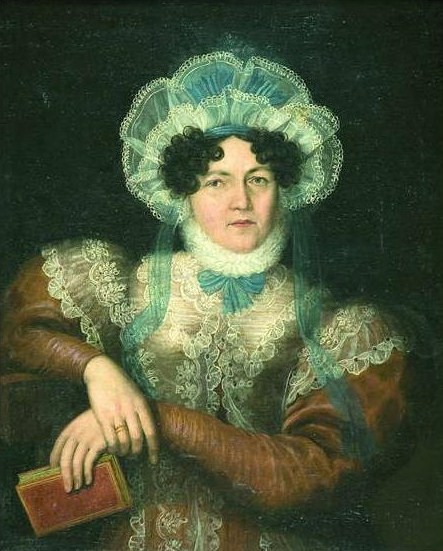
Александра Бегичева (1835)

Жена — Александра Васильевна Давыдова (1789—1865), младшая сестра Дениса Давыдова; дочь бригадира Василия Денисовича Давыдова (1747—1808) от брака его с Еленой Евдокимовной Щербининой (ум. 1813). По словам современника, Александра Васильевна была «женщиной умной и практичной; воспитание получила под строгим надзором своей родной тетки Екатерины Евдокимовны Бибиковой и с 18-летнего возраста была вынуждена взяться за управление имением не только тетки, вдовы с расстроенным состоянием, но и имениями своих трёх братьев Давыдовых, которые все были на службе». С 1810 года Бегичевой принадлежало село Бородино, которое в 1817 году безуспешно пытался купить император Александр I. В браке имела детей: 
- Дмитрий Дмитриевич (1819— ?)
- Никита Дмитриевич (06.07.1820[5]— ?)
- Екатерина Дмитриевна (1822—1892), замужем за Николаем Павловичем Воейковым (1797—1871).
- Александра Дмитриевна (1827—28.11.1875), замужем с 22 октября 1848 года[6] за князем Юрием Александровичем Оболенским (1825—1890). Скончалась от паралича сердца в Риме. Похоронена в Москве на кладбище Новодевичьего монастыря.